# Agata Smoktunowicz
Agata Smoktunowicz (ur. 12 października 1973 w Warszawie) – polska matematyczka, profesor Uniwersytetu Edynburskiego, członkini Amerykańskiego Towarzystwa Matematycznego, Edynburskiego Towarzystwa Matematycznego i Londyńskiego Towarzystwa Matematycznego. 
Jej główne zainteresowania badawcze koncentrują się na problemach algebry nieprzemiennej oraz związkach teorii pierścieni z teorią algebr Liego, teorią grup i nieprzemienną projektywną geometrią algebraiczną. 
Rozwiązała wiele bardzo trudnych zagadnień z zakresu ogólnej teorii pierścieni i algebry nieprzemiennej, między innymi w 2002 wykazała, że istnieją proste nieprzemienne pierścienie zerowe, co było przedmiotem problemu zadanego przez Levitzkiego, Kaplansky'ego i Jacobsona.

## Życiorys
Tytuł magistra obroniła z wyróżnieniem 28 czerwca 1997 na Wydziale Matematyki, Mechaniki i Informatyki Uniwersytetu Warszawskiego. 27 października 2000 w Instytucie Matematycznym Polskiej Akademii Nauk obroniła, także z wyróżnieniem, pracę doktorską (zatytułowaną Radykały pierścieni wielomianów), za którą w 2001 otrzymała Nagrodę imienia Grzegorza Białkowskiego. Habilitację, również z wyróżnieniem, w tym samym instytucie, uzyskała 26 października 2007. Z Instytutem Matematycznym PAN związana była do 2013. W 2009 otrzymała tytuł profesora.
Od 2001 do 2003 wykładała na wydziale matematyki Uniwersytetu Yale. W 2004 była stypendystką Uniwersytetu Kalifornijskiego w San Diego. Od 2005 do 2007 wykładała na Uniwersytecie Edynburskim, gdzie od sierpnia 2007 piastuje stanowiska profesora. W 2011 była profesor wizytującą na Uniwersytecie w Getyndze.

## Nagrody i wyróżnienia
- Senior Whitehead Prize (Londyńskie Towarzystwo Matematyczne, 2023)[4]
- Nagroda Instytutu Matematycznego PAN za wybitne osiągnięcia naukowe  w zakresie matematyki (2018)[5]
- Nagroda Whittakera (2009)[3]
- Nagroda EMS (2008)[3][6]
- Mówczyni na Międzynarodowym Kongresie Matematyków (Madryt, 2006) – w uznaniu dorobku[3][2]
- Nagroda Whiteheada (Londyńskie Towarzystwo Matematyczne, 2006)[2]
- Nagroda im. Wacława Sierpińskiego (2006)[2]
- Stypendium naukowe EPSRC (2006-2011)[2]
- Nagroda im. Grzegorza Białkowskiego (2001)[2]
- Nagroda Ministra Edukacji za pracę doktorską (2001)[2]